# Felipe Martínez Marzoa
 (mars 2024).
La mise en forme du texte ne suit pas les recommandations de Wikipédia : il faut le « wikifier ».
Les points d'amélioration suivants sont les cas les plus fréquents. Le détail des points à revoir est peut-être précisé sur la page de discussion.
- Les titres sont pré-formatés par le logiciel. Ils ne sont ni en capitales, ni en gras.
- Le texte ne doit pas être écrit en capitales (les noms de famille non plus), ni en gras, ni en italique, ni en « petit »…
- Le gras n'est utilisé que pour surligner le titre de l'article dans l'introduction, une seule fois.
- L'italique est rarement utilisé : mots en langue étrangère, titres d'œuvres, noms de bateaux, etc.
- Les citations ne sont pas en italique mais en corps de texte normal. Elles sont entourées par des guillemets français : « et ».
- Les listes à puces sont à éviter, des paragraphes rédigés étant largement préférés. Les tableaux sont à réserver à la présentation de données structurées (résultats, etc.).
- Les appels de note de bas de page (petits chiffres en exposant, introduits par l'outil «  Source ») sont à placer entre la fin de phrase et le point final[comme ça].
- Les liens internes (vers d'autres articles de Wikipédia) sont à choisir avec parcimonie. Créez des liens vers des articles approfondissant le sujet. Les termes génériques sans rapport avec le sujet sont à éviter, ainsi que les répétitions de liens vers un même terme.
- Les liens externes sont à placer uniquement dans une section « Liens externes », à la fin de l'article. Ces liens sont à choisir avec parcimonie suivant les règles définies. Si un lien sert de source à l'article, son insertion dans le texte est à faire par les notes de bas de page.
- La présentation des références doit suivre les conventions bibliographiques. Il est recommandé d'utiliser les modèles {{Ouvrage}}, {{Chapitre}}, {{Article}}, {{Lien web}} et/ou {{Bibliographie}}. Le mode d'édition visuel peut mettre en forme automatiquement les références.
- Insérer une infobox (cadre d'informations à droite) n'est pas obligatoire pour parachever la mise en page.

Pour une aide détaillée, merci de consulter Aide:Wikification.
Si vous pensez que ces points ont été résolus, vous pouvez retirer ce bandeau et améliorer la mise en forme d'un autre article.
 (mars 2024).
Felipe Martínez Marzoa (Vigo, 8 octobre 1943) est un philosophe espagnol.

## Biographie
Felipe Martínez Marzoa est né en 1943 à Vigo, à l'extrême nord-ouest de la péninsule ibérique.
En 1969 paraît sa traduction (la prémière en castillan) de La religion dans les limites de la simple raison, de Kant, dans une édition de 10.000 exemplaires.
En 1973, il publie les deux volumes de (la première édition de) son Histoire de la philosophie, après avoir fait des études académiques en philosophie, mathématiques et grec. Dès lors, son oeuvre, dans laquelle la polémique intellectuelle n'est pas absente, demeure fidèle au propos hermenéutique de l'histoire de la philosophie.
En 1982 il présente sa thèse doctorale sur "La théorie de la valeur de Marx dans la philosophie moderne", dirigée par Jacobo Muñoz, dans l'Université Complutense de Madrid. L'étude et l'influence de Heidegger, reconnus dans des moments de son oeuvre, lui portent pourtant, en lui suivant, à refuser et s'éloigner de l'exegèse de ses textes pour centrer définitivement son travail hermenéutique en deux « blocs » : Grèce et la Modernité.
En 1985 il obtient la chaire d'Histoire de la Philosophie de la Faculté de Philosophie de l'Université de Barcelone, où il sera enseignant salarié jusqu'à sa retraite.
En 1992 il s'occupe d'une deuxième édition de son Histoire de la philosophie, parue en 1994, pour « faire face à la responsabilité acquise » à la suite du succès de son œuvre de 1973.

## Pensée
Son œuvre publique commence avec des écrits introductoires à la philosophie (Initiation à la philosophie, Histoire de la philosophie), et avec des études sur Marx. Progressivement, la place prise dans ses écrits publics par la problématique autour de la phénomenologie, la linguistique et l'herméneutique de textes de la Grèce archaïque et classique augmente, ainsi que vers l'étude de la philosophie allemande dans la période qui comprend de Leibniz à Nietzsche, période de publication de plusieurs travaux sur Leibniz, Kant et Hölderlin. Au début des années 2000, il publie des textes concernant l'herménéutique (interprétation) de textes en langues telles que le grec archaïque et classique, le védique et le sanskrit. Ensuite, il publie des résultats de ses travaux sur Homère, Aristote, Aristófanes, Platon et Eschyle entre d'autres.
Pendant les années de la crise commencée en 2008, des travaux traitant l'oeuvre de Hume, Hobbes, Kant et Marx paraissent, Le concept du civil étant un rassemblement de quelques résultats importants de son projet herméneutique.
Parmi des thèmes recurrents dans son oeuvre, il y a des questions concernant l'irreductibilité de l'être en Grèce, l'importance du christianisme comme médiateur entre Grèce et la modernité, la physique mathématique et la calculabilité de l'étant moderne, et la distance herméneutique de l'Histoire de la Philosophie caractéristique de la modernité tardive, celle « de nos jours » depuis Marx et Nietzsche.

## Œuvre

### Livres publiés
- Hojas. Madrid, Abada, 2019.
- Válidas ruinas. Madrid, Abada, 2017.
- Penúltimos. Madrid, Abada, 2016.
- No-retornos. Madrid, Abada, 2015.
- Polvo y certeza. Madrid, Abada, 2014.
- Interpretaciones. Madrid, Abada, 2013.
- La soledad y el círculo. Madrid, Abada, 2012.
- Distancias. Madrid, Abada, 2011.
- La cosa y el relato (A propósito de Tucídides). Madrid, Abada, 2009.
- Pasión tranquila (Ensayo sobre la filosofía de Hume). Madrid, A. Machado Libros, 2009[4].
- El concepto de lo civil. Santiago de Chile, Metales Pesados, 2008.
- Muestras de Platón. Madrid, Abada, 2007.
- El decir griego. Madrid, A. Machado Libros, 2006.
- El saber de la comedia. Madrid, A. Machado Libros, 2005[5].
- Lingüística fenomenológica. Madrid, A. Machado Libros, 2001.
- Lengua y tiempo. Madrid, A. Machado Libros, 1999.
- Heidegger y su tiempo. Barcelona, Akal, 1999.
- Ser y diálogo: leer a Platón. Madrid, Istmo, 1996.
- Hölderlin y la lógica hegeliana. Madrid, La balsa de Medusa, 1995.
- Historia de la filosofía antigua. Barcelona, Akal, 1995.
- Historia de la filosofía (volúmenes 1 y 2). Nueva edición revisada, Madrid, Istmo, 1994.
- De Kant a Hölderlin. Madrid, La balsa de Medusa, 1992.
- Cálculo y ser: (aproximación a Leibniz). Madrid, La balsa de Medusa, 1991.
- De Grecia y la Filosofía. Universidad de Murcia, 1990.
- Releer a Kant. Barcelona, Antrophos, 1989.
- Desconocida raíz común: (estudio sobre la teoría kantiana de lo bello). Madrid, La balsa de Medusa, 1987.
- Heráclito-Parménides (Bases para una lectura). Publicaciones de la Univ., Murcia, 1987.
- El sentido y lo no-pensado: apuntes para el tema "Heidegger y los griegos". Publicaciones de la Univ., Murcia, 1985.
- La filosofía de "El capital" de Marx. Madrid, Taurus, 1983/ Madrid, Abada, 2018.
- (Re)introducción ó marxismo. Vigo, 1980.
- Revolución e ideología. Barcelona, Fontamara, 1979.
- Ensaios marxistas. La Coruña, Edicións Do Rueiro, 1978.
- De la revolución. Madrid, Alberto Corazón, 1976.
- (traduction de Hölderlin au castillan) Ensayos, Madrid, Ayuso, 1976.
- (traduction de Sophocle au galicien) Antígona, Edicions Castrelos, Vigo, 1976.
- Iniciación a la Filosofía. Madrid, Istmo, 1974.
- Historia de la Filosofía. Filosofía antigua y medieval. Madrid, Istmo, 1973.
- Historia de la Filosofía. Filosofía moderna y contemporánea. Madrid, Istmo, 1973.
- (traduction de Kant au castillan) La religión dentro de los límites de la mera razón. Madrid, Alianza, 1969.